# 歐洲聯盟地理

地形圖

歐盟地理：歐盟是一個橫跨歐洲多國的國際組織，面積達4,422,773平方公里。歐盟的範圍東北至芬蘭，西北至愛爾蘭，東南至塞普勒斯（在地理上多被視為亞洲國家），西南至伊比利亞半島。就面積來看，歐盟是世界第七大政治實體（包括所有海外領地）。歐盟和19個國家接壤。現在歐盟包括28個國家，另外還有六個加盟候選國。歐盟的大多數領土都位於歐洲大陸，但歐盟只佔歐洲大陸不到一半的面積，東歐大部分地區（俄羅斯歐洲部分，白俄羅斯，烏克蘭）並未加入歐盟。歐洲北部和中部也有一小部分地區未加入歐盟。歐洲的海岸線長66,000公里。歐盟臨大西洋，地中海，黑海和波羅的海。歐盟的主要山脈包括阿爾卑斯山脈，喀爾巴阡山脈，巴爾幹山脈和斯堪的納維亞山脈，最高峰是是勃朗峰。歐盟國家的幾處海外領地也屬於歐盟。

## 外部連結
維基媒體的the European Union地圖集 